# 西方石油公司
西方石油公司（Occidental Petroleum，：OXY）于1920年建立，总部位于美国加利福尼亚州洛杉矶，主要开采石油和天然气。西方石油公司的业务范围包括美国、中东、北非和南美，是美国第四大石油和天然气公司。
2019年5月9日西方石油公司以每股59美元現金加0.2934股自身股票換取1股阿納達科石油公司（Anadarko）股票 相當於每股75.53美元，斥資380億美元收購阿納達科石油公司（Anadarko）